# Anna Orzelska

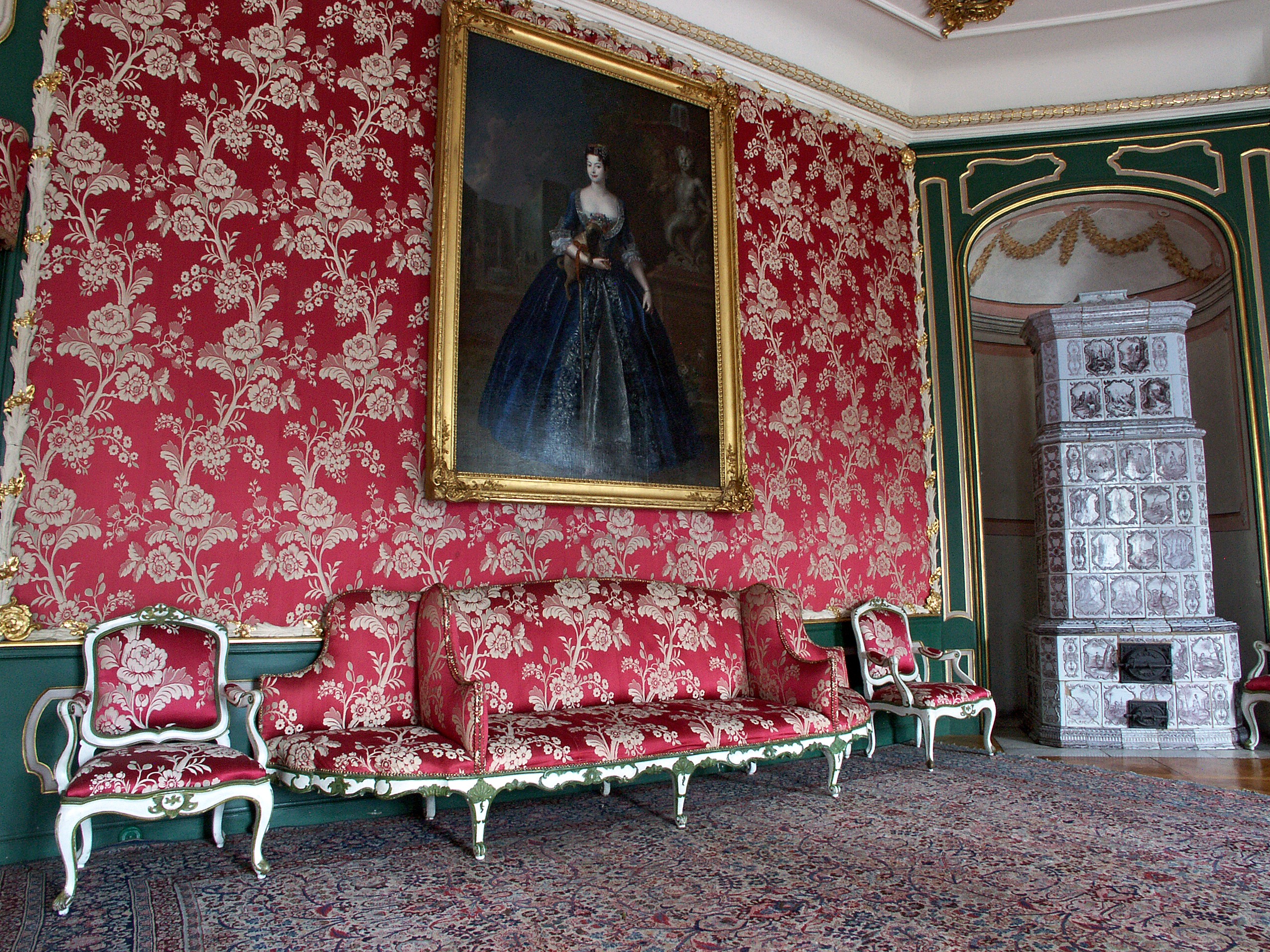
Czerwony Salon pałacu w Nieborowie z portretem Anny Orzelskiej pędzla Antoine’a Pesne’a

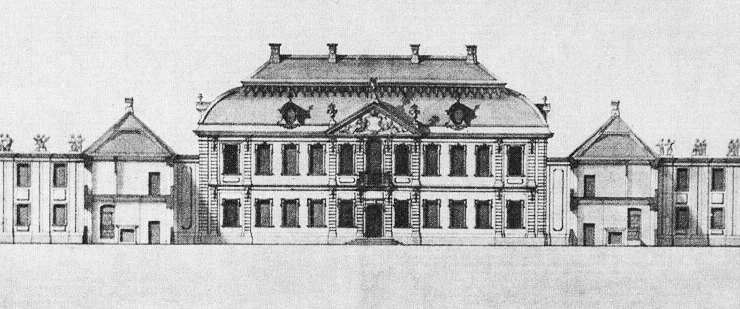
Pałac Błękitny na początku XVIII wieku

Anna Karolina Orzelska, także Anna Katarzyna Orzelska (ur. w końcu lipca albo z początkiem sierpnia, 6 października lub 23 listopada 1707 w Warszawie, zm. 27 września 1769 w Grenoble) – córka naturalna Augusta II Mocnego, hrabina, skandalistka, uważana za jedną z piękniejszych kobiet doby baroku.

## Życiorys
W czasie pobytu w Warszawie w końcu 1706 roku August II poznał Henriettę Renard, mieszczankę, córkę handlarza win. Rezultatem związku były narodziny Anny Katarzyny, o których ojciec dziecka dowiedział się po powrocie do Drezna. Nie wykazywał on zainteresowania losem córki aż do 1723 roku, kiedy została ona przedstawiona królowi. 19 września 1724 roku otrzymała nazwisko Orzelska. Uważa się, że pochodzi ono od „orła”. Król chciał w ten sposób podkreślić jej urodzenie w Polsce, w odróżnieniu np. od Maurycego Saskiego, urodzonego w Saksonii i którego matką była Aurora von Königsmarck.
Anna została oficjalnie uznana za królewską córkę z przyznaniem tytułu hrabiny Orzelskiej. Pierwszy raz jej nazwisko pojawia się w dokumentach 21 listopada 1726 roku. W czasie trwania sejmu grodzieńskiego król podpisał darowiznę dla niej w postaci Pałacu Błękitnego w Warszawie, która została wpisana do Kancelarii Wielkiej.
Orzelska nie otrzymała żadnego formalnego wykształcenia, co nie przeszkodziło jej we włączeniu się w wir bujnego życia dworskiego. Reputacja dworu Augusta II Mocnego w Europie nie była wysoka, a życie pięknej hrabiny nie odbiegało od jego standardów. Współcześni wspominali o jej skłonności do napojów alkoholowych, tytoniu i licznych romansów. Lubiła też polowania, tańce, jazdę konną.
W 1728 roku została przedstawiona kronprinzowi pruskiemu Fryderykowi, z którym nawiązała romans. Istnieje pogląd, że dodatkową motywacją schadzek miało być podejmowane przez nią szpiegostwo.
W 1730 roku otrzymała posag w wysokości 300 tysięcy talarów i została wydana (30 sierpnia) za księcia Szlezwiku-Holsztyna-Sønderborg-Beck, Karola Ludwika Fryderyka. Karol był tylko podrzędną bardzo osobą w małżeńskim związku Anny i brał od niej całe swoje znaczenie, jeżeli miał jakie na dworze. A i sam sposób podróżowania państwa dowodzi, że Annie należało się pierwszeństwo. Ten biedny mąż jechał zawsze z tyłu, zawsze sam jeden, oddzielnie, bez orszaku i wielkiej służby. Miała z nim syna Karola Fryderyka, późniejszego generała-majora armii saskiej. 3 lata po ślubie Orzelska zażądała rozwodu, który został jej udzielony i wyjechała do Wenecji, gdzie wiodła życie rozwódki-skandalistki. Zmarła w Grenoble, została pochowana w tamtejszym kościele św. Ludwika, w kaplicy św. Jana Chrzciciela.

## Znane wizerunki
Jej znany portret, pędzla Antoine’a Pesne’a znajduje się w pałacu-muzeum w Nieborowie. Inny jej portret, pędzla Loiusa de Silvestre'a znajduje się w Pałacu Na Wyspie w Warszawie. Znany jest również miedzioryt Jaroczyńskiego przedstawiający Orzelską z lwim pieskiem. Z kolei Rosalba Carriera jest autorką jej portretu znajdującego się w Galerii Obrazów Starych Mistrzów w Dreźnie.